# Wandelroute GR57

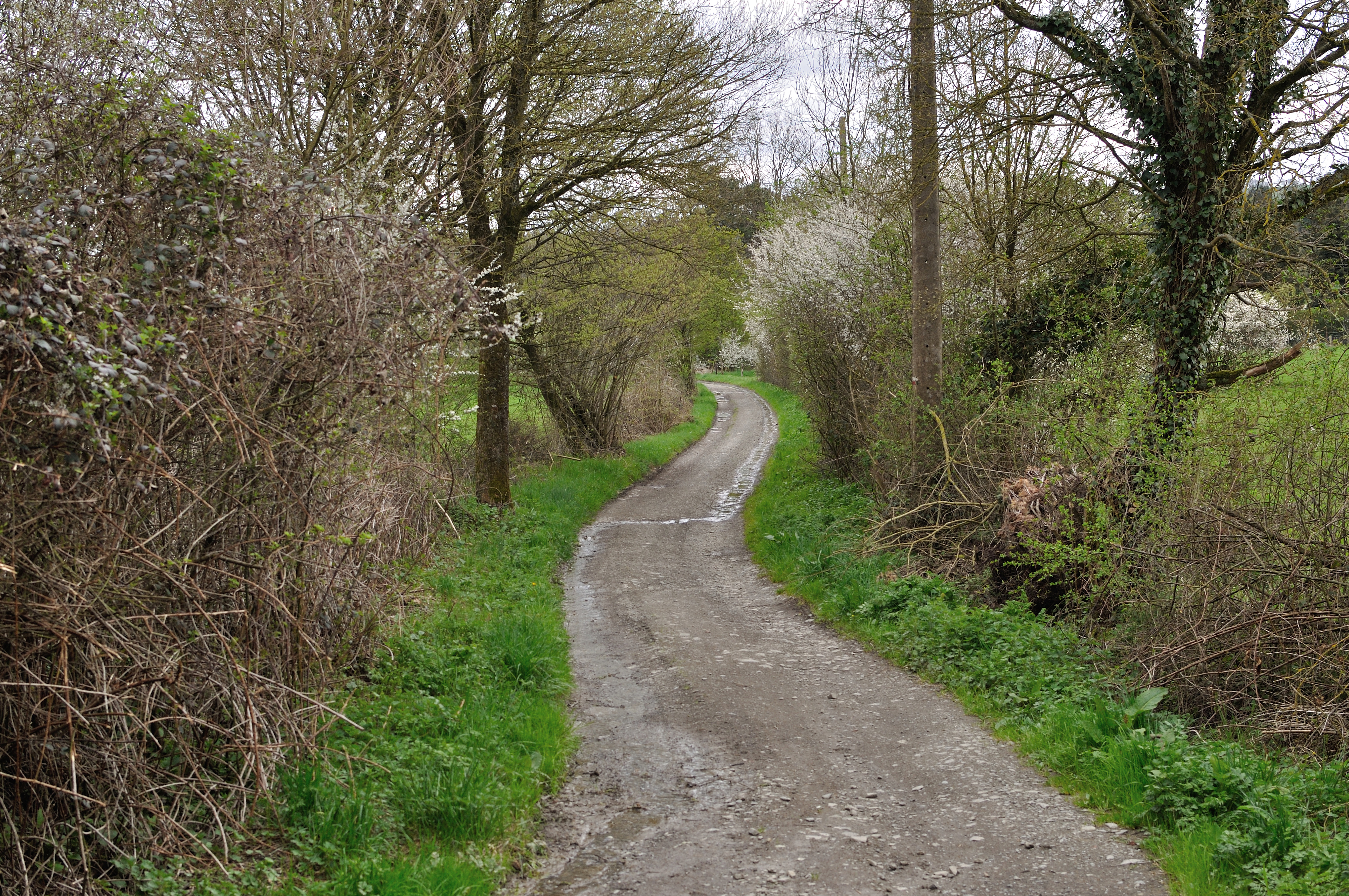

De wandelroute GR57, ook wel aangeduid als Sentiers de l'Ourthe, is in totaal 381,8 kilometer lang en loopt langs de Ourthe van Luik (samenvloeiing met de Maas) tot Libramont-Chevigny of Diekirch (bronnen van de Ourthe). Het GR-pad volgt de loop van de Ourthe, onder andere door het Natuurpark van de twee Ourthes.